# Сергий (Раяполви)
Епи́скоп Се́ргий (фин. Piispa Sergei, в миру Ю́рьё Ра́яполви, фин. Yrjö Rajapolvi; род. 23 апреля 1965, Вииниярви, Северная Карелия) — архиерей Финляндской архиепископии Константинопольского патриархата, епископ Хаминский (с 2022), викарий Хельсинкской митрополии; врио управляющего Оулуской митрополии (с 2024).
Ранее — настоятель Ново-Валаамского монастыря (1997—2011; 2012—2021).

## Биография
Родился 23 апреля 1965 года в деревне Вииниярви в карельской многодетной (четверо сыновей) семье. Отец был православным, мать — лютеранкой из Северной Карелии. Бабушка и дедушка носили фамилию Гордеевы, которую в 1920-е годы они на волне дерусификации поменяли на финскую. Был крещён в православии в месячном возрасте. В три года потерял отца. Большое влияние на формирование мальчика оказал живший в их деревне православный активист Эйно Хартикайнен (Eino Hartikainen) и насельник Ново-Валаамского монастыря иеромонах Сергей (Лейму). Посещал Тихвинский храм в родной деревне.
В 1984 году окончил Пиексямякскую гимназию и поступил в Куопиоскую духовную семинарию, которую окончил в 1988 году (в последний год её нахождения в Куопио). С 1988 по 1989 год проходил армейскую службу во время которой получил подготовку военного священника. Далее продолжил обучение на православном богословском факультете Йоэнсууского университета, который окончил в 1990 году по специальности православного педагога.
В июле 1990 года вступил в братство Ново-Валаамского монастыря в Хейнявеси, где в декабре 1991 года архимандритом Пантелеимоном (Сархо) был пострижен в иночество, а в марте 1992 года — в монашество с именем Сергий. В 1992 году епископом Йоэнсууским Амвросием (Яаскеляйненом) был хиротонисан во иеродиакона, а в 1995 году архиепископом Куопиоским Иоанном (Ринне) — во иеромонаха.

## Настоятель Ново-Валаамского монастыря
В 1997 году избран и утверждён настоятелем Ново-Валаамского монастыря. Возглавляет Общество друзей Валаама (фин. Valamon Ystävät ry) и Православное братство (фин. Ortodoksinen Veljestö ry).
9 ноября 2011 году указом архиепископа Карельского Льва (Макконена) освобождён от должности настоятеля по причинам финансового состояния обители, а также в связи с разногласиями между настоятелем и коммерческим директором монастыря Вейкко Халоненом.
Братия обители (4 человека) выразила поддержку решению архиепископа. Монашествующие и послушники высказали желание видеть во главе монастыря нового настоятеля, так как «Игумен Сергий утратил наше доверие», — говорилось в заявлении.
Защитники уволенного настоятеля подали жалобу на действия архиепископа Льва канцлеру юстиции Финляндии, отметив, что архиепископ Лев нарушил устав монастыря, а также оказывал давление на настоятеля, требуя от него, чтобы тот сам подал в отставку по состоянию здоровья. Через интернет были собраны более 500 подписей в защиту архимандрита Сергия.
Архиепископ Карельский и Финляндский Лев (Макконен) на открытии церковного собора Финляндской архиепископии, комментируя вопрос увольнения настоятеля единственного в стране мужского монастыря, отметил, что для увольнения игумена Сергия «имелись веские причины» и для иного разрешения ситуации «не было альтернативы».
8 ноября 2012 года заместитель канцлера юстиции Финляндии Микко Пуумалайнен вынес замечание архиепископу Льву: согласно закону, тот не имел права единолично отстранять от должности настоятеля Валаамского монастыря, пост которого является пожизненным.
22 ноября 2012 года был восстановлен архиепископом Львом в должности настоятеля Ново-Валаамского монастыря.

## Архиерейское служение
23 ноября 2021 года архиерейским собором ФПЦ выдвинут в качестве единственного кандидата для избрания в викарные епископы Хельсинкской митрополии. 25 ноября при голосовании членов Собора ФПЦ в Ново-Валаамском монастыре избран для рукоположения во епископа Хаминского, викария Хельсинкской митрополии.
15 января 2022 года в Успенском кафедральном соборе состоялся чин наречения во епископа.
16 января 2022 года в Успенском соборе состоялась его архиерейская хиротония. Хиротонию совершили: архиепископ Хельсинкский и всей Финляндии Лев (Макконен), митрополит Куопиоский Арсений (Хейккинен) и митрополит Оулуский Илия (Валгрен). В качестве официального представителя от Русской православной церкви на службе присутствовал епископ Кронштадтский Назарий (Лавриненко).

## Награды
- Премия «Петрополь» (2017).